# Ikarus 285
Az Ikarus 285 az Ikarus Karosszéria- és Járműgyár egyik jobb kormányos csuklós busza, melyből csak a prototípus készült el. Bal kormányos változata az Ikarus 283-as.

## Magyarország
A típust Malajzia számára fejlesztették ki, ahol bal oldali közlekedés van, ám végül a prototípust nem követte sorozatgyártás. Az egyetlen elkészült változat végül nem került ki, itthon átalakították normál bal kormányosra és az ajtókat is a jobb oldalra tették át. Így állt forgalomba Székesfehérvár környékén az VT-Transman buszaként 1999-ben, GMY-323-as rendszámmal. 2003-ban a FIS-943-as rendszámot kapta, majd 2008-ban selejtezték. A busz 2-0-2-0 elrendezésű bolygóajtókkal volt felszerelve és 285.00 (máshol 285.K1) típusjelzéssel rendelkezett.

## Thaiföld
Habár több 285-öst nem gyártott az Ikarus, 40 darab Mercedes motorral és Voith automataváltóval felszerelt fenékvázakat importáltak Thaiföldre, melyet helyi üzemek építettek fel kész busszá.